# WPS文字处理系统
WPS文字处理系统是由香港金山电脑有限公司（HONGKONG KINGSUN COMPUTER CO., LTD.）于1988年发布，在DOS时代盛行的文书录入工具。全称为Super-WPS文字处理系统，最后的版本是由珠海金山公司发布的NT 1.2。

## 简述
1989年，WPS v1.0作为中国大陆第一套文字处理软件发布，由香港金山电脑有限公司（KingSun）与北京大学新技术有限公司合作开发的中文办公软件，由磁盘介质和汉卡（用于存储多种中文字体的扩展卡，以8位或16位ISA卡居多）两者组合而成。WPS不是一个独立运行于DOS上的应用程序，它仅仅是辅助文书编写、排版、打印的工具，因此它需要第三方的中文系统做为支持，比如北京大学新技术有限公司公司开发的超级中文DOS（Super CCDOS或SPDOS）和北京希望公司的高级中文DOS（UCDOS）。正因它的依赖性，当时的中文系统只将它作为重要组成元素，而后来人们更多地记住了WPS，却忘记了中文系统。
和当时流行的汉化WordStar（WS）不同，WPS是针对汉字处理开发的，中文DOS中频繁出现的因半个汉字导致乱码的现象在WPS中从未见到。后来随着硬盘容量的不断提升，软字库逐渐取代了汉卡，但无论是软字库还是汉卡的存储容量毕竟是有限的，繁复多样的汉字字形是不可能百分百收录的，为了解决这个问题，基于SPDOS的中文系统中还提供了金山公司的超级之星Super-Star软件。它是一个类似于今天画板的绘画程序，人们除了可以绘画外，也可以将不常见的汉字用鼠标或其它定点设备手动写入之上，以解决临时打印之需。由于香港金山公司的WPS系统主要面向于中国大陆办公自动化市场，因此文字底层编码采用的是GB2312，而不是当时台湾以及香港使用的五大码。当使用WPS的繁简转换功能时，事实上在每种字体的繁简两套字库选择抽取，对汉字本身的编码不做改变。

## 特点

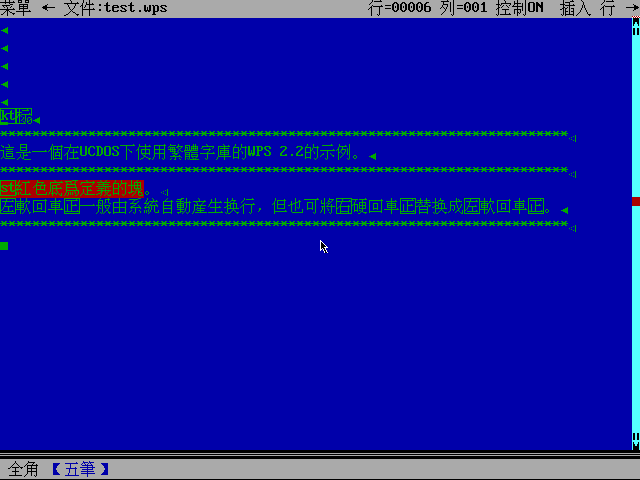
正在编辑中的WPS画面，展示块、软硬回车等要素

模拟打印、Ctrl+两个字母键的组合操作方式、方块内的中文标示符、手动制表、块等。
由于WPS诞生于DOS流行的时代里，DOS顾名思义是磁盘操作系统，它所提供的只是底层磁盘与内存的资源管理和利用手段。用户界面完全由应用软件开发商自行设计与实践，这一点与今天在视窗与麦金塔系统下开发是完全不同的。下拉式菜单在当时最为著名，它为用户寻找相应功能提供了便利的途径，使用ESC键开启或关闭。便利，但不总见得高效，于是WPS提供了Ctrl加上两个字母键的组合方式完成相应功能的择取。需要注意的是并不是同时按下三个键，而是先按住Ctrl键不放，然后轮流敲入接下来的两个字母键，最后松开Ctrl键以完成功能的选取。借助于这样的操作，人们可以在不打开菜单的条件下，运用WPS所提供的全部功能，包括字体设置、软硬回车、手动制表等等。类似的操作方式也发现于微软的Office 2013产品中。

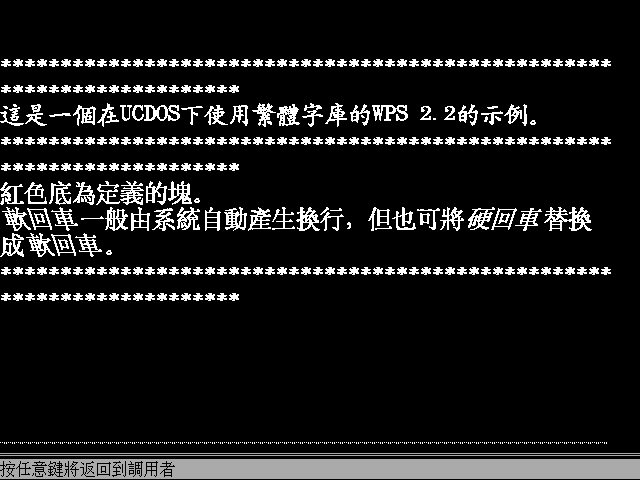
模拟打印中的WPS

除了人们熟悉的文本录入和编辑使用的前台界面外，WPS也提供了用于打印预览的后台界面。在前台人们对文字字体、大小的设定都是使用方块内中文标示符标定的。方块内中文标示符，就是将表达某些特定含义的汉字用方块圈起后做为一个类似于汉字的可见的控制操作符，比如将“宋”字圈于方块内的控制操作符表达如后的文字使用宋体。块，在WPS中是个重要的概念，它加速连续成段的文字复制、移动和删除等常用操作。这些对于当时“所见即所得”（WYSIWYG （页面存档备份，存于）, What You See Is What You Get）还未盛行时提供了很多便利。然而它表达的并不直观，但借助后台的模拟打印界面，人们却可以对最终呈现于纸面上的效果有所感性的评估，以便接下来的打印或重新排版。

## 版本
WPS是中文系统中的文本编辑模块，不能够单独使用，因此人们所购买的是包含它的整个中文系统的使用许可。因此它的版本是由当时捆绑它的中文系统所决定。相比全功能版的系统，学生版的系统中仅仅包含基本必要的中文系统和WPS，没有任何软硬字库可以使用，因此常存储于一张软磁盘中。它不适于复杂的排版打印，但做为学生的一般文本作业已经完全足够。
当时的中文系统琳琅满目，但分发WPS的中文系统只有两个，一个是北大方正的超级中文系统，在每一个新版本中WPS、Super-Star以及Super-CCDOS都同步更新，新的方正字体也会随之加入。而后出现的WPS NT系统，对WPS进一步完善，在使用界面上引入了类似于视窗中的风格，模拟显示的能力也更加完善，并且可以使用鼠标对模拟显示的结果进行移动以更好的评估即将浮现于纸面的结果。
另一个捆绑WPS的中文系统是北京希望公司的高级中文系统，这是一个以UCDOS做为核心的系统，提供了更多可选购的字体安装，除了WPS外，它时常也会附带于其它的辅助性的软件，辅助CCED、Foxpro中文显示的工具，和效仿Windows 3.2的图形界面软件。对于汉字的支持，UCDOS提供了直接写屏的特殊功能，初衷是希望直接将汉字的形状而不是编码直接写入到显卡的显存中提升汉字显示的速度和效果。类似于这样的技术，也发现于微软的Office 2013及之后的版本利用底层的GPGPU加速而带来质变的文字图形显示。希望的高级中文系统中的WPS只是停留在2.2版本，并不随着UCDOS的更新而更新。
无论是Super-CCDOS还是UCDOS的版本，都可以稳定运行于MSDOS、PCDOS以及DR DOS下，并可一同与Windows 3.x共存。

## 克隆产品
裕兴WPS，一款运行于裕兴普及型电脑的主打软件。它模仿了PC机上的WPS文字处理系统的部分功能，并称可以将工作时未完成的文书拿回家来完成。由于裕兴普及型电脑，只是任天堂FC的兼容机，八位的处理器和有限的内存资源，WPS的完整功能无法在这个系统上完全呈现。于是，这只是一个可以编辑WPS文件的小工具，但确实在那个年代里为人们认识并接触到真正WPS提供了铺垫。